# Bartolomeo Landini
Pour les articles homonymes, voir Landini (homonymie).
Bartolomeo Landini (né en 1616 à San Felice a Ema et décédé en 1670 ou avant 1681 à Montughi) est un musicien italien à la cour des grands-ducs de Toscane dans les années 1630, et plus tard « maestro di cappella ».
Il a été peint à plusieurs occasions par l'artiste Cesare Dandini dans les années 1630, étant très demandé en tant que modèle par le peintre.